# Sovicille
Sovicille är en ort och kommun i provinsen Siena i regionen Toscana i Italien. Kommunen hade 10 028 invånare (2018).